# Йордан Иванов Парцалев
Йордан Иванов Парцалев е български комита, кмет и общински съветник.

## Биография
Йордан Иванов Парцалев е роден през 1855 г. в с. Голямо Яларе, Търновско. Бил е комита от четата на Бачо Киро и Поп Харитон.
След Освобождението е работил три години в полицията в Търново, а след това е бил кмет и общински съветник в родното си село Голямо Яларе (прекръстено от 1934 г. на с. Русаля).
Съпруга: Минка от Дичин, умира при раждането на второто им дете – Георги.
Съпруга: Тота от Балван. От нея има четири дъщери: Дона, Сия, Ана и Мара.
Йордан Иванов Парцалев се включва в четата на Бачо Киро и Поп Харитон едва 21-годишен и взема участие в епичните битки с многохилядна турска армия, башибозук и черкези, предвождани от Фазлъ паша. Успява да се измъкне по чудо от блокадата, после със своя другар Кирил Пенчев от с. Мусина бродят около двайсет дни из Балкана, за да търсят други чети, към които да се присъединят. Когато не ги откриват, се завръщат по родните си места. Йордан Парцалев отива в дома на своята вуйна, която го скрива във все още топлата пещ, откъдето е извадила хляба, като му дава масури, с които да диша свеж въздух от една дупчица и замазва капака, все едно пече още хляб. А в това време турците претърсват селото за оцелели комити и техните остри щикове се забиват навред. След като не го откриват, той се прехвърля след известно време в гр. Лясковец, а след амнистията от турския султан е представен на Дунавския валия, който му издава документ, с който се гарантира животът му.
Взема участие и в последвалите войни:
През Руско-турската освободителна война от 1877 – 1878 г. заедно с четата на Христо Иванов-Големия се поставят в услуга на Алексей Жеребков и участват редом с руснаците в боевете за град Ловеч, а след това генерал Гурко се възползва от техните разузнавачески умения при превземането на Етрополе и на Орхание.
Взема участие в Сръбско-българската война от 1885 г. в Радомирския отряд.
В първата Балканска война се бие в Трета армия по линията Люлебургаз-Бунархисар.
През втората Балканска или Междусъюзническата война с частта си превземат сръбската отбранителна линия между Враня и Ниш.
В Първата световна война не участва, защото вече е навършил 60 години, но от Америка се завръща синът му Георги Йорданов Парцалев и се включва като доброволец – първо на Добруджанския фронт, а после неговата част е прехвърлена в Македония. На петата нощ, след като пристигнал на новата фронтова линия близо до връх Туморос, Георги бил патрул и се натъкнал на френски войници, които дебнели наоколо. Георги започнал да ги обстрелва с ръчни гранати, които се задействат след определени секунди. Фатални секунди, защото една от гранатите попаднала в ръцете на съвсем наблизо намиращ се французин, а той мигновено я запратил обратно върху Георги... Така той бил разкъсан от взрива – другарите му изброили 42 попадения. Издъхнал от раните си. Погребан е в Царево село, под върха, в двора на черквата.
След неговата геройска смърт баща му Йордан Парцалев отглежда тримата му синове – Йордан, Ангел и Тодор като свои деца, наравно с четирите си дъщери.

## Отличия
- Награден е с военен кръст „За храброст“ от княз Александър Батенберг – първият военен орден в освободена България. Освен надписа „За храброст“, на обратната му страна е изписано „Княз на България 1879 г.“ Носи се на небесна лента със сребърни ивици по края.
- През септември 1900 година Цар Фердинанд го награждава с новоучредения орден „За военни заслуги“ – кръст, който се носи на жълта лента с черни ивици по краищата.
- През 1901 г. получава възпоминателен медал „25 години от Априлското въстание“ – изработен е от бронз с изобразен коронован лъв и се носи на червена лента със зелено и бяло в краищата.